# Sturnira angeli
Sturnira angeli — вид кажанів родини Phyllostomidae. Це ендемік Малих Антильських островів. Станом на 2018 рік він внесений до списку МСОП як перебуває під загрозою зникнення.

## Таксономія
Раніше вид був визнаний підвидом S. lilium. Однак тепер його піднесено до видового рангу.

## Опис
Кажан рівномірно сірувато-коричневий, без ознаки «жовтих плечей», характерної для його родини. Його довжина передпліччя становить 44,7 мм.

## Біологія
Вид плодоїдний.

## Поширення та середовище проживання
Вид зустрічається на островах Мартиніка, Домініка, Гваделупа та Монтсеррат на Малих Антильських островах. Вважається, що для виживання кажану потрібні вологі місцеві ліси.